# خاوی واراس
خاوی واراس (انگلیسی: Javi Varas؛ زادهٔ ۱۰ سپتامبر ۱۹۸۲) بازیکن فوتبال اهل اسپانیا است.
از باشگاه‌هایی که در آن بازی کرده‌است می‌توان به باشگاه فوتبال سلتاویگو، باشگاه فوتبال لاس پالماس، باشگاه فوتبال سویا، و باشگاه فوتبال رئال وایادولید اشاره کرد.